# Yongdeng
Yongdeng, (kinesiska:永登), tidigare stavat Yungteng, är ett härad inom Lanzhous stad på prefekturnivå i provinsen Gansu i nordvästra Kina. 
Yongdeng är indelat i 13 köpingar och tre socknar..
Köpingar (zhen):

- Chengguan (城关镇)
- Datong (大同镇)
- Heqiao (河桥镇)
- Hongcheng (红城镇)
- Kushui (苦水镇)
- Liancheng (连城镇)
- Liushu (柳树镇)
- Longquansi (龙泉寺镇)
- Shangchuan (上川镇)
- Shuping (树屏镇)
- Tongyuan (通远镇)
- Wushengyi (武胜驿镇)
- Zhongbao (中堡镇)

Socknar (xiang):

- Minle (民乐乡)
- Pingcheng (坪城乡)
- Qishan (七山乡)